# Wladimir Konstantinowitsch Lebedinski

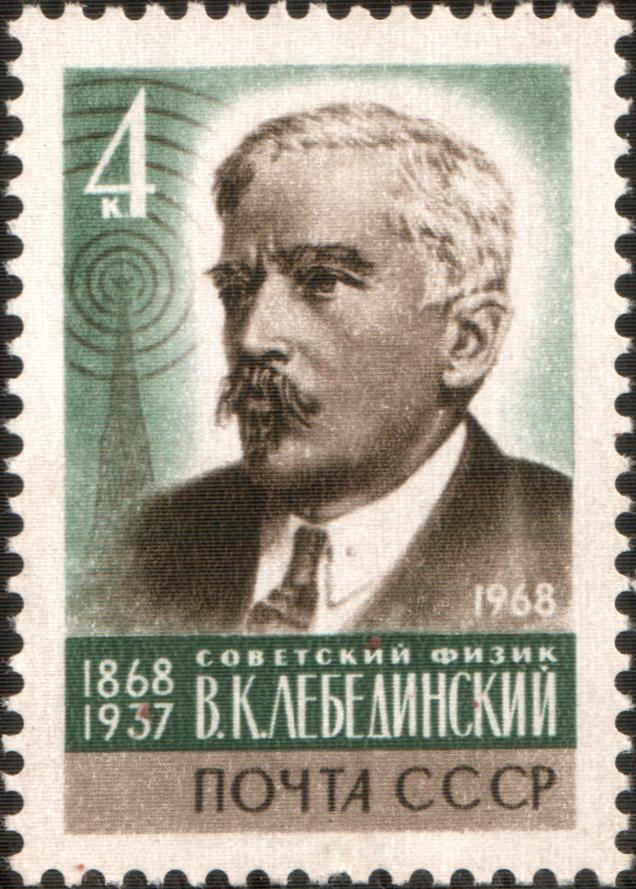
Wladimir Konstantinowitsch Lebedinski (Briefmarke der Post der UdSSR)

Wladimir Konstantinowitsch Lebedinski (russisch Владимир Константинович Лебединский; * 20. Julijul. / 1. August 1868greg. in Petrosawodsk; † 11. Juli 1937 in Leningrad) war ein russischer Physiker und Hochschullehrer.

## Leben
Lebedinskis Vater war Geschichtslehrer am Petrosawodsker Gymnasium. Nach dem anfänglichen Unterricht zu Hause besuchte Lebedinski das 2. St. Petersburger Gymnasium, das er 1887 mit einer Silbermedaille abschloss. Darauf studierte er an der Kaiserlichen Universität St. Petersburg in der mathematischen Abteilung der physikalisch-mathematischen Fakultät. Nach dem Abschluss 1891 mit einem Diplom 1. Klasse wurde er Lehrer am 5. St. Petersburger Gymnasium (bis 1900). Gleichzeitig war er Laborant am Lehrstuhl für Physik des St. Petersburger Elektrotechnischen Instituts und ab 1893 Laborant am Lehrstuhl für Physik der Universität St. Petersburg. 1894 wurde er auf eine Studienreise nach Österreich-Ungarn, Italien und in die Schweiz geschickt.
1895 wurde Lebedinski Mitarbeiter des St. Petersburger Elektrotechnischen Instituts. Sein Forschungsschwerpunkt war die elektrische Funkenentladung. Er wurde zur Weltausstellung Paris 1900 geschickt, wo er Marie und Pierre Curie, Paul Langevin und Henri Becquerel kennenlernte. Er wurde zum Doktor der technischen Wissenschaften promoviert. 1906 wechselte er zum St. Petersburger Polytechnischen Institut. Hier arbeitete er an der Theorie der Hochfrequenztransformatoren. 1913 wurde Lebedinski Professor am Rigaer Polytechnischen Institut.
Nach der Oktoberrevolution beteiligte sich Lebedinski 1919 an der Organisation des mit Ukas Lenins gegründeten Nischni Nowgoroder Radiolaboratoriums und arbeitete dort bis 1925. 1926 kehrte er nach Leningrad zurück und übernahm den Lehrstuhl für Physik zunächst am Medizinischen Institut und dann an der Militärmedizinischen Akademie (WMA). Schließlich leitete er den Lehrstuhl für physikalische Grundlagen der Elektrotechnik am Eisenbahnverkehrsinstitut. Er führte experimentelle Untersuchungen zur Magnetisierung des Eisens und insbesondere zum Magnetischen Barkhausen-Effekt durch.
Lebedinskis Sohn war der Physiologe Andrei Wladimirowitsch Lebedinski.

## Ehrungen
- Russischer Orden der Heiligen Anna IV. Klasse
- Leninorden